# Collegio di Strangford
Strangford è un collegio elettorale nordirlandese della Camera dei Comuni del Parlamento del Regno Unito. Elegge un membro del Parlamento con il sistema maggioritario a turno unico. Il rappresentante del collegio, dal 2010, è Jim Shannon del Partito Unionista Democratico.

## Estensione
Il seggio fu creato dopo la revisione dei confini del 1983, quando i collegi dell'Irlanda del Nord passarono da 12 a 17; fu in prevalenza costituito da parti di North Down. Alla creazione, il collegio era formato dai distretti governativi di Ards, e i distretti di Castlereagh di Beechill, Fourwinds, Hillfoot, Lower Braniel, Minnowburn, Moneyreagh, Newtownbreda e Upper Braniel.
Nel 1995 la Commissione suggerì di abolire il collegio e dividerlo tra North Down e i nuovi collegi di Mid Down e Castlereagh and Newtownards; gli esaminatori locali bocciarono la proposta e dalle elezioni generali del 1997 il collegio fu costituito da parti dei distretti di Ards, Castlereagh e Down.
Nonostante il nome del collegio, esso non comprende effettivamente la città di Strangford, che in realtà è inclusa nel collegio di South Down.
Dalle elezioni generali del 2010 i ward elettorali che costituiscono il collegio sono:
- Ballygowan, Ballyrainey, Ballywalter, Ballyhalbert, Bradshaw's Brae, Carrowdore, Central, Comber East, Comber North, Comber West, Glen, Gregstown, Killinchy, Kircubbin, Lisbane, Loughries, Movilla, Portaferry, Portavogie, Scrabo e Whitespots dal distretto di Ards;
- Ballymaglave, Ballynahinch East, Derryboy, Killyleagh, Kilmore e Saintfield dal distretto di Down;
- Moneyreagh dal distretto di Castlereagh.

## Membri del parlamento
| Elezione | Elezione    | Deputato          | Partito |
| -------- | ----------- | ----------------- | ------- |
|          | 1983        | John David Taylor | UUP     |
|          | 2001        | Iris Robinson     | DUP     |
| 2010     | Jim Shannon |                   | DUP     |

## Risultati elettorali

### Elezioni negli anni 2020
| Partito                    | Partito                          | Candidato                  | Risultati 4 luglio 2024 | Risultati 4 luglio 2024 |
| Partito                    | Partito                          | Candidato                  | Voti                    | %                       |
| -------------------------- | -------------------------------- | -------------------------- | ----------------------- | ----------------------- |
|                            | DUP                              | Jim Shannon                | 15 559                  | 39,99                   |
|                            | Alleanza                         | Michelle Guy               | 10 428                  | 26,80                   |
|                            | UUP                              | Richard Smart              | 3 941                   | 10,13                   |
|                            | TUV                              | Ron McDowell               | 3 143                   | 8,08                    |
|                            | Sinn Féin                        | Noel Sands                 | 2 793                   | 7,18                    |
|                            | SDLP                             | Will Polland               | 1 783                   | 4,58                    |
|                            | Verde                            | Alexandra Braidner         | 703                     | 1,81                    |
|                            | Indipendente                     | Garret Falls               | 256                     | 0,66                    |
|                            | Indipendente                     | Gareth Burns               | 157                     | 0,40                    |
|                            | Conservatore                     | Barry Hetherington         | 146                     | 0,38                    |
|                            |                                  |                            |                         |                         |
| Iscritti                   | Iscritti                         | Iscritti                   | 74 525                  | 100,00                  |
| ↳ Votanti (% su iscritti)  | ↳ Votanti (% su iscritti)        | ↳ Votanti (% su iscritti)  | 38 909                  | 52,21                   |
| ↳ Astenuti (% su iscritti) | ↳ Astenuti (% su iscritti)       | ↳ Astenuti (% su iscritti) | 35 616                  | 47,79                   |
|                            |                                  |                            |                         |                         |
|                            | Esito: collegio confermato a DUP |                            |                         |                         |

### Elezioni negli anni 2010
| Partito                    | Partito                          | Candidato                  | Risultati 12 dicembre 2019 | Risultati 12 dicembre 2019 |
| Partito                    | Partito                          | Candidato                  | Voti                       | %                          |
| -------------------------- | -------------------------------- | -------------------------- | -------------------------- | -------------------------- |
|                            | DUP                              | Jim Shannon                | 17 705                     | 47,23                      |
|                            | Alleanza                         | Kellie Armstrong           | 10 634                     | 28,37                      |
|                            | UUP                              | Philip Smith               | 4 023                      | 10,73                      |
|                            | SDLP                             | Joe Boyles                 | 1 994                      | 5,32                       |
|                            | Conservatori                     | Grant Abraham              | 1 476                      | 3,94                       |
|                            | Verdi                            | Maurice Macartney          | 790                        | 2,11                       |
|                            | Sinn Féin                        | Ryan Carlin                | 555                        | 1,48                       |
|                            | UKIP                             | Robert Stephenson          | 308                        | 0,82                       |
|                            |                                  |                            |                            |                            |
| Iscritti                   | Iscritti                         | Iscritti                   | 66 928                     | 100,00                     |
| ↳ Votanti (% su iscritti)  | ↳ Votanti (% su iscritti)        | ↳ Votanti (% su iscritti)  | 37 485                     | 56,01                      |
| ↳ Astenuti (% su iscritti) | ↳ Astenuti (% su iscritti)       | ↳ Astenuti (% su iscritti) | 29 443                     | 43,99                      |
|                            |                                  |                            |                            |                            |
|                            | Esito: collegio confermato a DUP |                            |                            |                            |

| Partito                    | Partito                          | Candidato                  | Risultati 8 giugno 2017 | Risultati 8 giugno 2017 |
| Partito                    | Partito                          | Candidato                  | Voti                    | %                       |
| -------------------------- | -------------------------------- | -------------------------- | ----------------------- | ----------------------- |
|                            | DUP                              | Jim Shannon                | 24 036                  | 62,03                   |
|                            | Alleanza                         | Kellie Armstrong           | 5 693                   | 14,69                   |
|                            | UUP                              | Mike Nesbitt               | 4 419                   | 11,40                   |
|                            | SDLP                             | Joe Boyles                 | 2 404                   | 6,20                    |
|                            | Sinn Féin                        | Carole Murphy              | 1 083                   | 2,79                    |
|                            | Verdi                            | Ricky Bamford              | 607                     | 1,57                    |
|                            | Conservatori                     | Claire Hiscott             | 507                     | 1,31                    |
|                            |                                  |                            |                         |                         |
| Iscritti                   | Iscritti                         | Iscritti                   | 64 154                  | 100,00                  |
| ↳ Votanti (% su iscritti)  | ↳ Votanti (% su iscritti)        | ↳ Votanti (% su iscritti)  | 38 749                  | 60,40                   |
| ↳ Astenuti (% su iscritti) | ↳ Astenuti (% su iscritti)       | ↳ Astenuti (% su iscritti) | 25 405                  | 39,60                   |
|                            |                                  |                            |                         |                         |
|                            | Esito: collegio confermato a DUP |                            |                         |                         |

| Partito                    | Partito                          | Candidato                  | Risultati 7 maggio 2015 | Risultati 7 maggio 2015 |
| Partito                    | Partito                          | Candidato                  | Voti                    | %                       |
| -------------------------- | -------------------------------- | -------------------------- | ----------------------- | ----------------------- |
|                            | DUP                              | Jim Shannon                | 15 053                  | 44,37                   |
|                            | UUP                              | Robert Burgess             | 4 868                   | 14,35                   |
|                            | Alleanza                         | Kellie Armstrong           | 4 687                   | 13,82                   |
|                            | SDLP                             | Joe Boyle                  | 2 335                   | 6,88                    |
|                            | UKIP                             | Joe Jordan                 | 2 237                   | 6,59                    |
|                            | Conservatori                     | Johnny Andrews             | 2 167                   | 6,39                    |
|                            | TUV                              | Stephen Cooper             | 1 701                   | 5,01                    |
|                            | Sinn Féin                        | Sheila Bailie              | 876                     | 2,58                    |
|                            |                                  |                            |                         |                         |
| Iscritti                   | Iscritti                         | Iscritti                   | 64 250                  | 100,00                  |
| ↳ Votanti (% su iscritti)  | ↳ Votanti (% su iscritti)        | ↳ Votanti (% su iscritti)  | 33 924                  | 52,80                   |
| ↳ Astenuti (% su iscritti) | ↳ Astenuti (% su iscritti)       | ↳ Astenuti (% su iscritti) | 30 326                  | 47,20                   |
|                            |                                  |                            |                         |                         |
|                            | Esito: collegio confermato a DUP |                            |                         |                         |

| Partito                    | Partito                          | Candidato                  | Risultati 6 maggio 2010 | Risultati 6 maggio 2010 |
| Partito                    | Partito                          | Candidato                  | Voti                    | %                       |
| -------------------------- | -------------------------------- | -------------------------- | ----------------------- | ----------------------- |
|                            | DUP                              | Jim Shannon                | 14 926                  | 45,92                   |
|                            | UCU-NF                           | Mike Nesbitt               | 9 050                   | 27,84                   |
|                            | Alleanza                         | Deborah Girvan             | 2 828                   | 8,70                    |
|                            | SDLP                             | Claire Hanna               | 2 164                   | 6,66                    |
|                            | TUV                              | Terry Williams             | 1 814                   | 5,58                    |
|                            | Sinn Féin                        | Michael Coogan             | 1 161                   | 3,57                    |
|                            | Verdi                            | Barbara Haig               | 562                     | 1,73                    |
|                            |                                  |                            |                         |                         |
| Iscritti                   | Iscritti                         | Iscritti                   | 60 530                  | 100,00                  |
| ↳ Votanti (% su iscritti)  | ↳ Votanti (% su iscritti)        | ↳ Votanti (% su iscritti)  | 32 505                  | 53,70                   |
| ↳ Astenuti (% su iscritti) | ↳ Astenuti (% su iscritti)       | ↳ Astenuti (% su iscritti) | 28 025                  | 46,30                   |
|                            |                                  |                            |                         |                         |
|                            | Esito: collegio confermato a DUP |                            |                         |                         |

### Elezioni negli anni 2000
| Partito                    | Partito                          | Candidato                  | Risultati 5 maggio 2005 | Risultati 5 maggio 2005 |
| Partito                    | Partito                          | Candidato                  | Voti                    | %                       |
| -------------------------- | -------------------------------- | -------------------------- | ----------------------- | ----------------------- |
|                            | DUP                              | Iris Robinson              | 20 921                  | 56,49                   |
|                            | UUP                              | Gareth McGimpsey           | 7 872                   | 21,26                   |
|                            | Alleanza                         | Kieran McCarthy            | 3 332                   | 9,00                    |
|                            | SDLP                             | Joe Boyle                  | 2 496                   | 6,74                    |
|                            | Conservatori                     | Terry Dick                 | 1 462                   | 3,95                    |
|                            | Sinn Féin                        | Dermot Kennedy             | 949                     | 2,56                    |
|                            |                                  |                            |                         |                         |
| Iscritti                   | Iscritti                         | Iscritti                   | 69 089                  | 100,00                  |
| ↳ Votanti (% su iscritti)  | ↳ Votanti (% su iscritti)        | ↳ Votanti (% su iscritti)  | 37 032                  | 53,60                   |
| ↳ Astenuti (% su iscritti) | ↳ Astenuti (% su iscritti)       | ↳ Astenuti (% su iscritti) | 32 057                  | 46,40                   |
|                            |                                  |                            |                         |                         |
|                            | Esito: collegio confermato a DUP |                            |                         |                         |

| Partito                    | Partito                            | Candidato                  | Risultati 7 giugno 2001 | Risultati 7 giugno 2001 |
| Partito                    | Partito                            | Candidato                  | Voti                    | %                       |
| -------------------------- | ---------------------------------- | -------------------------- | ----------------------- | ----------------------- |
|                            | DUP                                | Iris Robinson              | 18 532                  | 42,84                   |
|                            | UUP                                | David McNarry              | 17 422                  | 40,28                   |
|                            | Alleanza                           | Kieran McCarthy            | 2 902                   | 6,71                    |
|                            | SDLP                               | Danny McCarthy             | 2 646                   | 6,12                    |
|                            | Sinn Féin                          | Liam Johnston              | 930                     | 2,15                    |
|                            | Unionisti                          | Cedric Wilson              | 822                     | 1,90                    |
|                            |                                    |                            |                         |                         |
| Iscritti                   | Iscritti                           | Iscritti                   | 72 210                  | 100,00                  |
| ↳ Votanti (% su iscritti)  | ↳ Votanti (% su iscritti)          | ↳ Votanti (% su iscritti)  | 43 254                  | 59,90                   |
| ↳ Astenuti (% su iscritti) | ↳ Astenuti (% su iscritti)         | ↳ Astenuti (% su iscritti) | 28 956                  | 40,10                   |
|                            |                                    |                            |                         |                         |
|                            | Esito: collegio passa da UUP a DUP |                            |                         |                         |

## Risultati dei referendum

### Referendum sulla permanenza del Regno Unito nell'Unione europea del 2016
|  | Collegio         | Lasciare UE % | Rimanere in UE % |
|  | ---------------- | ------------- | ---------------- |
|  | Strangford       | 55,50%        | 44,50%           |
|  | Irlanda del Nord | 44,22%        | 55,78%           |
|  | Regno Unito      | 51,89%        | 48,11%           |